# Campagna della penisola di Huon
La campagna della penisola di Huon si svolse tra il settembre 1943 e il marzo 1944, nell'ambito dei più vasti eventi della campagna della Nuova Guinea nella seconda guerra mondiale. La campagna rientrava in un più ampio sforzo offensivo intrapreso dalle forze del South West Pacific Area degli Alleati (principalmente truppe australiane sostenute da mezzi aerei e navali degli Stati Uniti d'America) per eliminare le postazioni allestite dai giapponesi lungo la costa nord-orientale della Nuova Guinea, primo passo per ottenere la neutralizzazione della grande base nipponica di Rabaul nella Nuova Britannia.
La campagna fu portata avanti principalmente da reparti della 9th Division, comandata dal maggior generale George Wootten, che il 22 settembre 1943 sbarcarono dal mare nei pressi del porto di Finschhafen all'estremità orientale della penisola di Huon: il porto fu catturato, dando agli Alleati un'importante base navale e aerea da cui controllare lo stretto di Vitiaz tra la Nuova Guinea e la Nuova Britannia. Un violento contrattacco giapponese sferrato contro la testa di ponte australiana alla metà di ottobre fu respinto dopo duri scontri, e con l'iniziativa nelle loro mani gli Alleati iniziarono ad avanzare nelle regioni dell'interno della penisola per debellare le restanti forze nipponiche; muovendo su un terreno difficilissimo composto di montagne ricoperte di giungla, con enormi difficoltà nel garantire i rifornimenti e numerose malattie con cui avere a che fare, gli australiani conquistarono la postazione fortificata giapponese di Sattelberg alla fine di novembre, per poi incalzare i giapponesi verso nord alla volta degli abitati di Wareo e Gusika.
Le fasi finali della campagna tra dicembre 1943 e gennaio 1944 videro le forze australiane avanzare lungo la costa alla volta della parte nord della penisola, fino a mettere in sicurezza la cittadina di Sio in congiunzione con uno sbarco anfibio di reparti statunitensi a Saidor; operazioni di rastrellamento degli ultimi sbandati giapponesi rimasti nell'area proseguirono fino al marzo 1944.

## Antefatti

### La situazione militare

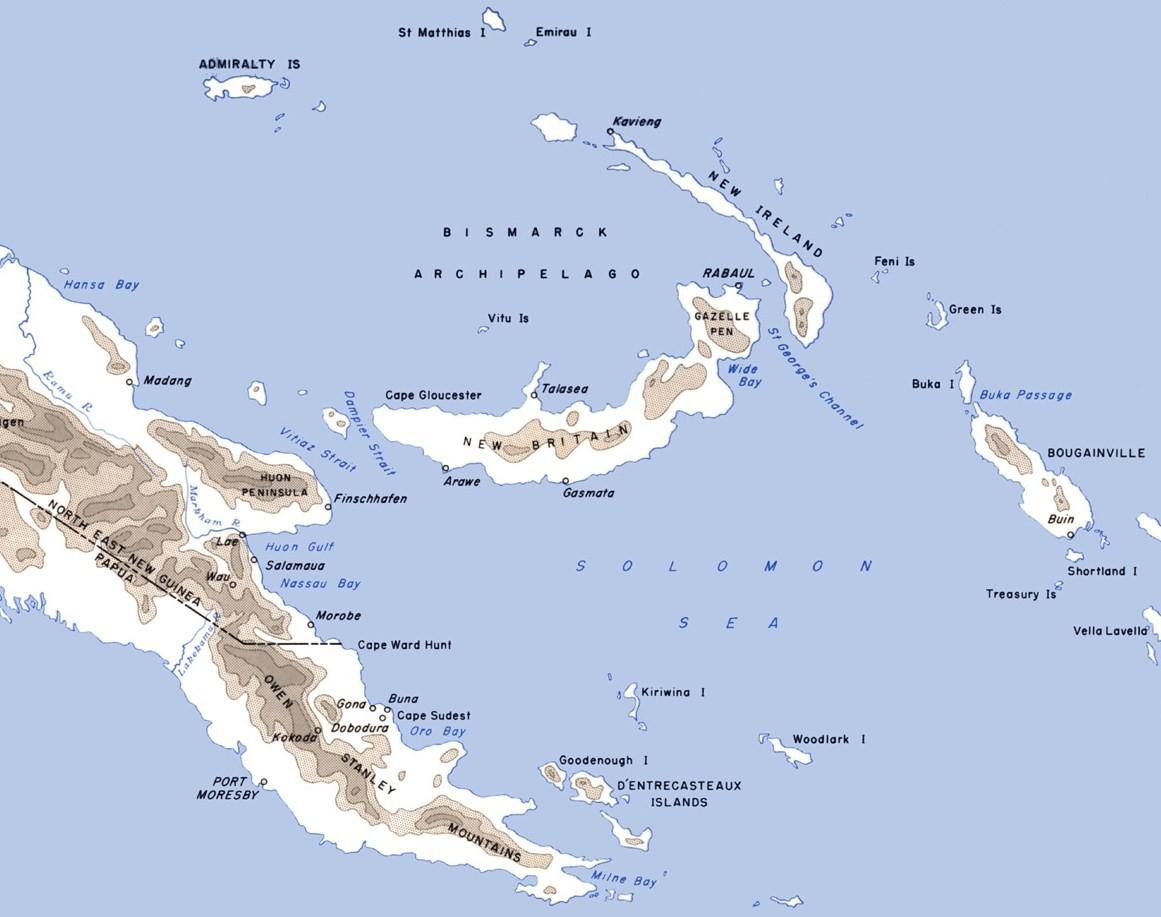
Carta della Nuova Guinea orientale e delle isole vicine; la penisola di Huon si protende dalla costa della Nuova Guinea in direzione della grande isola della Nuova Britannia al centro della mappa, da cui è separata dallo stretto di Vitiaz

All'inizio del 1943 l'avanzata giapponese nell'oceano Pacifico sud-occidentale era ormai stata bloccata dalle forze del South West Pacific Area (SWPA) degli Alleati. L'offensiva nipponica lanciata in direzione di Port Moresby in Nuova Guinea era stata arrestata dalle forze australiane nel corso della campagna della pista di Kokoda dell'agosto-novembre 1942, e le seguenti sconfitte patite nel corso della battaglia della baia di Milne, della battaglia di Buna–Gona, della battaglia di Wau e della campagna di Guadalcanal avevano obbligato i giapponesi ad arretrare. Come risultato di questa serie di vittorie gli Alleati furono in grado di ottenere l'iniziativa nella regione per la metà del 1943, e iniziarono quindi a stendere piani per continuare a respingere i giapponesi sul fronte della Nuova Guinea.
Superata la fase del contenimento degli attacchi nipponici, i pianificatori alleati formularono piani offensivi per la regione dell'Oceano Pacifico con obiettivi di ampio respiro, come la liberazione dall'occupazione nipponica delle Filippine e una eventuale cattura dello stesso arcipelago giapponese. Un primo passo in direzione di questi obiettivi era rappresentato dalla neutralizzazione della principale base giapponese nel sud Pacifico, Rabaul sull'isola della Nuova Britannia: la riduzione di questa piazzaforte finì per essere considerata un obiettivo chiave per il successo degli Alleati nella regione di competenza dello SWPA, e piani in tal senso furono formalizzati sotto il nome in codice di "operazione Cartwheel".
Al fine di neutralizzare la minaccia rappresentata da Rabaul, agli Alleati occorreva avere accesso a un certo numero di basi nella regione; per l'alto comando dello SWPA, incluso il suo comandante in capo generale Douglas MacArthur, era necessario in particolare mettere in sicurezza due basi lungo la costa nord-orientale della Nuova Guinea: la prima a Lae e la seconda a Finschhafen. La cattura di Lae avrebbe fornito agli Alleati un porto da cui rifornire la vicina base aerea di Nadzab, e avrebbe facilitato ulteriori avanzate nella valle di Markham più a nord; ottenere il controllo di Finschhafen, e più in generale dell'intera penisola di Huon, sarebbe stato un importante passo in avanti in direzione dell'arcipelago della Nuova Britannia, fornendo agli Alleati un ottimo porto naturale da cui era possibile controllare il transito attraverso lo stretto di Dampier e lo stretto di Vitiaz.

### Il terreno

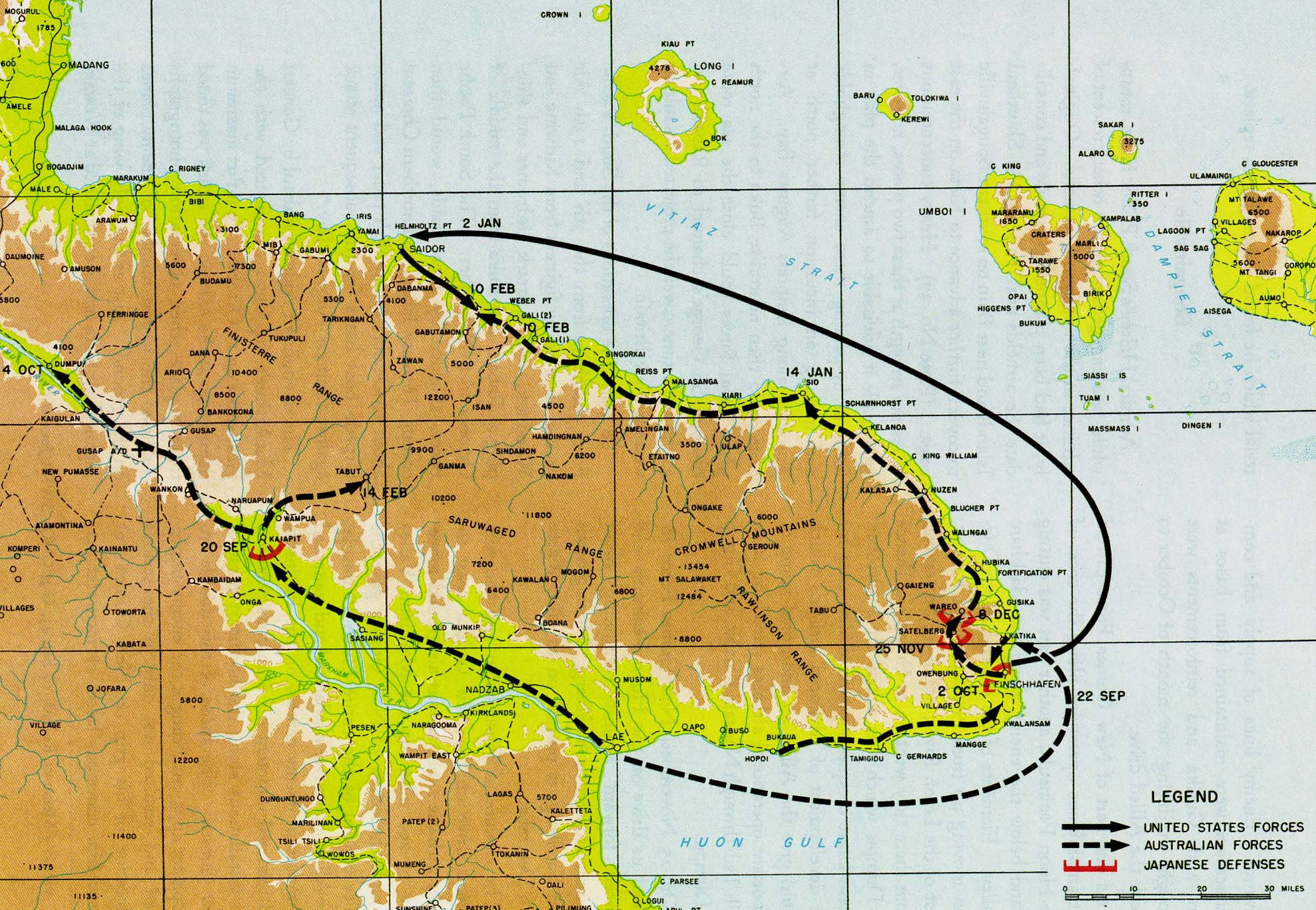
Carta della Penisola di Huon, con indicate le principali direttrici delle offensive degli Alleati (frecce nere) nel corso della campagna del 1943-1944

La penisola di Huon è situata lungo la costa nord-orientale della Nuova Guinea, e si estende da Lae a sud sul golfo di Huon fino a Sio a nord lungo lo stretto di Vitiaz. Lungo la costa compresa tra queste due località il terreno è tagliato da numerosi fiumi e torrenti: tra questi, i principali sono il Song, il Bumi e il Mape. Questi corsi d'acqua scendono al mare dalle montagne dell'interno della penisola, rappresentate dal conglomerato della catena del Rawlinson Range nel sud e delle Montagne Cromwell nell'est: queste due catene si incontrano nel centro della penisola per formare il massiccio del Saruwaged Range, il quale si ricollega ai Monti Finisterre più a ovest. Salvo che per una stretta e piatta fascia lungo la costa, all'epoca della campagna l'area era fittamente ricoperta da una densa giungla, attraverso la quale erano stati aperti solo pochi sentieri; il terreno era accidentato e per la maggior parte i sentieri, fino a quando non furono migliorati dai genieri, erano in gran parte impraticabili per il trasporto a motore: di conseguenza, durante tutta la campagna gran parte dello sforzo di rifornimento alleato fu condotto a piedi.
Nel corso dei preparativi per la campagna, gli Alleati individuarono tre aree ritenute fondamentali; la spiaggia a nord di Katika, poi identificata con il nome in codice di "Scarlet Beach", l'altura di 960 metri denominata Sattelberg situata 8 chilometri più a sud-ovest, dalla quale si dominava l'area della spiaggia, e la cittadina di Finschhafen stessa, dotata di una piccola pista d'aviazione e posta circa 9 chilometri a sud di Scarlet Beach lungo le coste di una baia che offriva un importante porto naturale. Gli stessi giapponesi consideravano del resto Sattelberg e Finschhafen come località chiave, e in aggiunta a queste identificarono come zona strategica la cresta che correva dal villaggio di Gusika sulla costa, circa 5,5 chilometri a nord di Katika, fino al villaggio di Wareo, 7,5 chilometri più a ovest nell'interno della penisola: l'importanza di questa cresta risiedeva nella pista che la costeggiava, attraverso la quale i giapponesi rifornivano le loro forze attorno a Sattelberg; la cresta offriva anche una barriera naturale a qualsiasi avanzata a nord di Finschhafen, rendendola una potenziale linea difensiva.

## Forze in campo

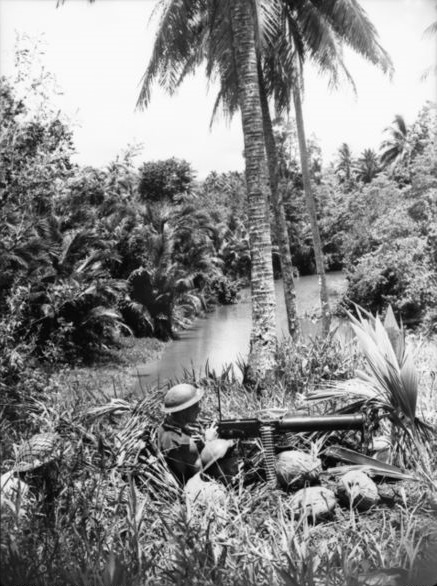
Mitraglieri australiani in azione a Finschhafen nell'ottobre 1943; notare la densa vegetazione in cui si svolgevano i combattimenti nella zona

All'epoca della campagna il comando di MacArthur non disponeva più in Nuova Guinea di truppe da combattimento di terra statunitensi, e il compito di mettere in sicurezza Finschhafen fu quindi assegnato alle unità australiane della 9th Division, comandata dal maggior generale George Wootten. La divisione era una formazione veterana, parte della Second Australian Imperial Force o 2nd AIF (l'insieme dei volontari australiani offertisi per un servizio militare regolare al di fuori del territorio nazionale) e dotata di una vasta esperienza di combattimento accumulata nel teatro di guerra nordafricano, dove aveva preso parte all'assedio di Tobruch ed era stata pesantemente ingaggiata nella prima e seconda battaglia di El Alamein. All'inizio del 1943 la divisione era stata riportata in Australia ed era stata addestrata e riorganizzata per operare nella giungla; con un organico di 13 118 uomini, la divisione consisteva di tre brigate di fanteria (la 20th, 24th e 26th Brigade) ciascuna composta da tre battaglioni, con ulteriori battaglioni di genieri, pionieri, artiglieria e mezzi corazzati assegnati a livello divisionale. A supporto della 9th Division furono poi schierate, dopo i primi combattimenti, alcune unità di fanteria tratte dalla 4th Brigade, una formazione della Militia (l'insieme dei riservisti australiani). Anche alcune unità statunitensi furono coinvolte nella campagna, principalmente fornendo supporto logistico, navale e del genio militare.
Il supporto aereo alle operazioni alleate proveniva dal No. 9 Operational Group RAAF, il quale includeva diversi squadroni della Royal Australian Air Force equipaggiati di cacciabombardieri CAC Boomerang, CAC Wirraway e Vultee A-31 Vengeance; queste formazioni compirono numerose missioni di appoggio aereo ravvicinato ai reparti a terra durante la campagna. Due gruppi di caccia della United States Army Air Forces, equipaggiati di velivoli Republic P-47 Thunderbolt e Lockheed P-38 Lightning, fornirono inoltre copertura aerea alle navi alleate impegnate negli sbarchi, mentre i bombardieri della Fifth Air Force statunitense compirono missioni di bombardamento strategico contro le basi aeree giapponesi attorno a Wewak e nella Nuova Britannia, oltre a colpire le linee di comunicazione marittime nipponiche in concerto con le formazioni di motosiluranti della United States Navy. A causa dell'impraticabilità ai mezzi a motore delle pista nella giungla, la logistica degli Alleati si affidava primariamente al trasporto su acqua tramite mezzi da sbarco e barconi in movimento lungo la costa, mentre lo spostamento dei rifornimenti nell'entroterra era portato avanti da manovali reclutati tra gli indigeni locali nonché dalle truppe australiane stesse, con varie unità da combattimento temporaneamente convertite in unità di portatori per le altre formazioni. Fu inoltre fatto ricorso per quanto possibile ai trasporti mediante jeep.
Le principali forze giapponesi impegnate nella campagna erano dirette dalla 18ª Armata del tenente generale Hatazō Adachi, con quartier generale a Madang; questa formazione si componeva di tre divisioni di fanteria dell'Esercito imperiale giapponese (la 20ª, 41ª e 51ª Divisione) e di un insieme di reparti più piccoli, incluse unità di fanteria di marina e di guarnigione della Marina imperiale giapponese. Alla metà di settembre 1943 l'area attorno a Finschhafen era presidiata da unità della 20ª Divisione (principalmente l'80º Reggimento fanteria e il 26º Reggimento artiglieria), con in aggiunta il 238º Reggimento fanteria proveniente dalla 41ª Divisione, una compagnia del 102º Reggimento fanteria della 51ª Divisione e l'85ª Unità di guarnigione della Marina; tutte queste unità erano sotto la direzione del maggior generale Eizo Yamada, sebbene l'effettivo controllo tattico dei reparti fosse devoluto ai comandi locali a causa della dispersione geografica delle formazioni giapponesi. Le unità nipponiche erano schierate su una vasta area attraverso il fiume Mongi, dalla zona a oriente di Lae proseguendo verso Arndt Point, Sattelberg, Joangeng, Logaweng, Finschhafen e Sisi fino all'isola di Tami; la maggiore concentrazione di truppe si trovava attorno a Sattelberg e Finschhafen ed era posta sotto il comando del tenente generale Shigeru Katagiri, ufficiale comandante della 20ª Divisione. La consistenza e l'efficienza dei reparti giapponesi erano state gravemente ridotte dalle malattie tropicali tipiche della zona e dall'impiego dei soldati come lavoratori per la costruzione di sentieri tra Madang e Bogadjim.

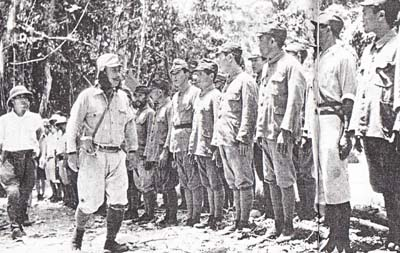
Soldati della 20ª Divisione giapponese schierata in Nuova Guinea sono passati in rassegna da un ufficiale

Come gli Alleati anche i giapponesi facevano affidamento sui trasporti via acqua per spostare truppe e rifornimenti lungo la costa della Nuova Guinea. I giapponesi impiegarono una forza di tre sommergibili da trasporto per evadere l'opera di interdizione esercitata dai velivoli alleati sulle rotte navali, la quale aveva causato pesanti perdite alle unità da trasporto nipponiche nel corso della battaglia del Mare di Bismarck del marzo 1943; questi sommergibili erano coadiuvati da una flottiglia di barconi costieri, benché questi ultimi avessero capacità di trasporto limitate e fossero frequentemente oggetto di attacchi aerei e di motosiluranti degli Alleati. Una volta portati i rifornimenti sulla costa, squadre di portatori dovevano trasportarli a spalla nell'interno verso le unità acquartierate tra Sattelberg e Finschhafen, muovendosi lungo una rete di sentieri. Il supporto aereo alle forze nipponiche era dato dai velivoli della 4ª Armata aerea del Servizio aereo dell'Esercito, composta dalla 7ª Divisione aerea, dalla 14ª Brigata aerea e da elementi della 6ª Divisione aerea: di base a Wewak, i velivoli della 4ª Armata erano impiegati principalmente per scortare i convogli di rifornimento giapponesi e attaccare le navi da trasporto alleate intente a rifornire le teste di ponte degli australiani, mentre il supporto ravvicinato dei reparti a terra era solo un compito secondario. Anche l'11ª Flotta aerea della Marina, di base a Rabaul, compì missioni di attacco al naviglio nemico durante la campagna. A dispetto della disponibilità di diverse unità aeree, i pesanti bombardamenti degli Alleati sui campi di aviazione attorno a Wewak nell'agosto 1943 ridussero notevolmente la disponibilità di velivoli per i giapponesi e limitarono la loro possibilità di influire sugli eventi della campagna.
Le forze giapponesi erano carenti di trasporti, genieri e supporto logistico, ed erano penalizzate da una mancanza di coesione data dalla disparata struttura di comando e dalla mancanza di infrastrutture di collegamento. All'opposto, le unità australiane avevano già combattuto insieme in precedenti campagne ed erano sostenute da un formidabile apparato di supporto logistico, che dava loro una superiorità tecnologia e industriale che i giapponesi non erano in grado di eguagliare.

## La campagna

### Preludio

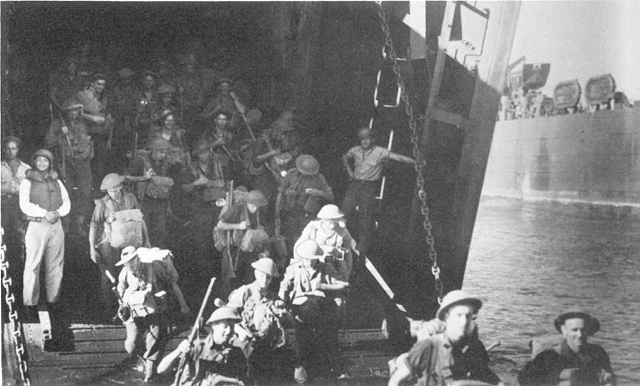
Truppe australiane sbarcano a Lae nel settembre 1943

Secondo le direttive impartite da MacArthur circa a messa in sicurezza delle basi aeree collocate a Lae e Finschhafen, il comandante delle forze terrestri dello SWPA, il generale australiano Thomas Blamey, ordinò la cattura della penisola di Huon da parte della 9th Division del maggior generale Wootten. Come prima cosa, gli australiani avrebbero messo in sicurezza Lae con uno sbarco anfibio della 9th Division a oriente della città, in congiunzione con un aviosbarco della 7th Division presso la pista di aviazione di Nadzab nella valle di Markham più a ovest, precedentemente catturata da reparti paracadutisti statunitensi; da Nadzab, la 7th Division sarebbe avanzata su Lae per supportare la presa della città da parte della 9th Division. Allo stesso tempo, la 3rd Division australiana e il 162nd Infantry Regiment statunitense avrebbero condotto un'azione diversiva nella regione di Salamaua a sud di Lae.
Dopo manovre di addestramento nel Queensland e nella baia di Milne in Nuova Guinea, la 9th Division si imbarcò sui mezzi da trasporto della VII Amphibious Force statunitense comandata dal contrammiraglio Daniel Barbey, per condurre la più vasta operazione anfibia intrapresa dallo SWPA fino a quel momento della guerra; la 20th Brigade, al comando del generale di brigata Victor Windeyer, fu selezionata per guidare l'assalto, sbarcando su una spiaggia a 26 chilometri a est di Lae. In preparazione dell'assalto, la mattina del 4 settembre 1943 cinque cacciatorpediniere statunitensi cannoneggiarono pesantemente le postazioni giapponesi nella zona; subito dopo il 2/13th Infantry Battalion della 20th Brigade prese terra seguito poco dopo dagli altri due battaglioni della brigata (il 2/15th e il 2/17th Battalion). Lo sbarco fu senza opposizione, e le fanterie australiane avanzarono rapidamente verso l'interno seguite da ulteriori rinforzi; una mezz'ora dopo lo sbarco, mentre il quartier generale della 9th Division e il 2/23rd Infantry Battalion stavano prendendo terra, una piccola formazione di velivoli giapponesi attaccò le unità anfibie danneggiando gravemente due mezzi da sbarco e causando diverse vittime tra i soldati imbarcati.

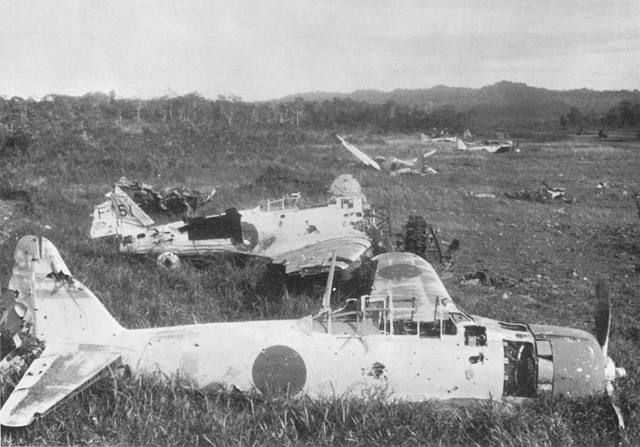
Caccia giapponesi distrutti al suolo nelle vicinanze di Lae

Ulteriori attacchi aerei giapponesi furono lanciati nel pomeriggio. Una forza di circa 70 apparecchi decollati dalle basi nella Nuova Britannia fu affrontata e respinta dai velivoli degli Alleati sopra Finschhafen; un altro gruppo, tuttavia, mise a segno diversi successi ai danni delle navi alleate sorprese nelle vicinanze di Morobe e di Capo Ward Hunt, dove un convoglio di trasporti con a bordo la 26th Brigade del generale David Whitehead fu bombardato. Questi attacchi non impedirono tuttavia l'arrivo nella testa di ponte di altri rinforzi australiani, rappresentati dalla 24th Brigade del generale Bernard Evans, la mattina del 5 settembre; gli australiani iniziarono quindi ad avanzare verso ovest alla volta di Lae, passando attraverso «una fitta giungla, paludi, erba kunai e numerosi fiumi e torrenti gonfi di pioggia» che, uniti alle abbondanti precipitazioni, rallentarono la progressione dell'avanzata. La notte tra il 5 e il 6 settembre i giapponesi sferrarono un contrattacco contro il battaglione australiano che guidava l'avanzata, ma non furono in grado di bloccarlo; la 26th Brigade mosse quindi nell'interno per colpire Lae da nord-est mentre la 24th Brigade proseguiva l'avanzata lungo la costa.
L'avanzata della 9th Division fu ostacolata da una carenza di rifornimenti, il che, unito al terreno impervio, portò a progressi molto lenti. Non fu fino al 9 settembre che gli australiani raggiunsero il fiume Busu: il 2/28th Infantry Battalion, che guidava in quel momento l'avanzata, passò il corso d'acqua a guado nonostante la forte corrente, e fu in grado di stabilire una testa di ponte sulla sponda occidentale; poco dopo, forti piogge ingrossarono ulteriormente il fiume impedendo alle altre unità di attraversarlo a propria volta. Il battaglione isolato fu ripetutamente attaccato dai giapponesi, finché il 14 settembre il resto della 26th Brigade fu in grado di attraversare il fiume e riprendere l'avanzata. Lungo la costa, la 24th Brigade dovette fronteggiare una determinata resistenza dei giapponesi lungo il corso del fiume Butibum, ultimo ostacolo naturale prima di Lae; il fiume fu infine attraversato il 16 settembre, quando ormai l'abitato di Lae era caduto in mano ai reparti della 7th Division arrivati da Nadzab.
Negli scontri attorno a Lae erano rimasti uccisi circa 2 000 giapponesi; in contrasto, le perdite degli australiani furono relativamente leggere, con al 9th Division che ebbe 77 soldati uccisi e 73 dispersi. A dispetto del successo degli Alleati nel catturare Lae, i giapponesi misero in atto una difesa determinata che non solo rallentò la progressione dei reparti australiani ma permise al nucleo centrale delle forze nipponiche nella zona di sganciarsi e ripiegare nella penisola di Huon, dove avrebbe potuto continuare la lotta.

### Finschhafen

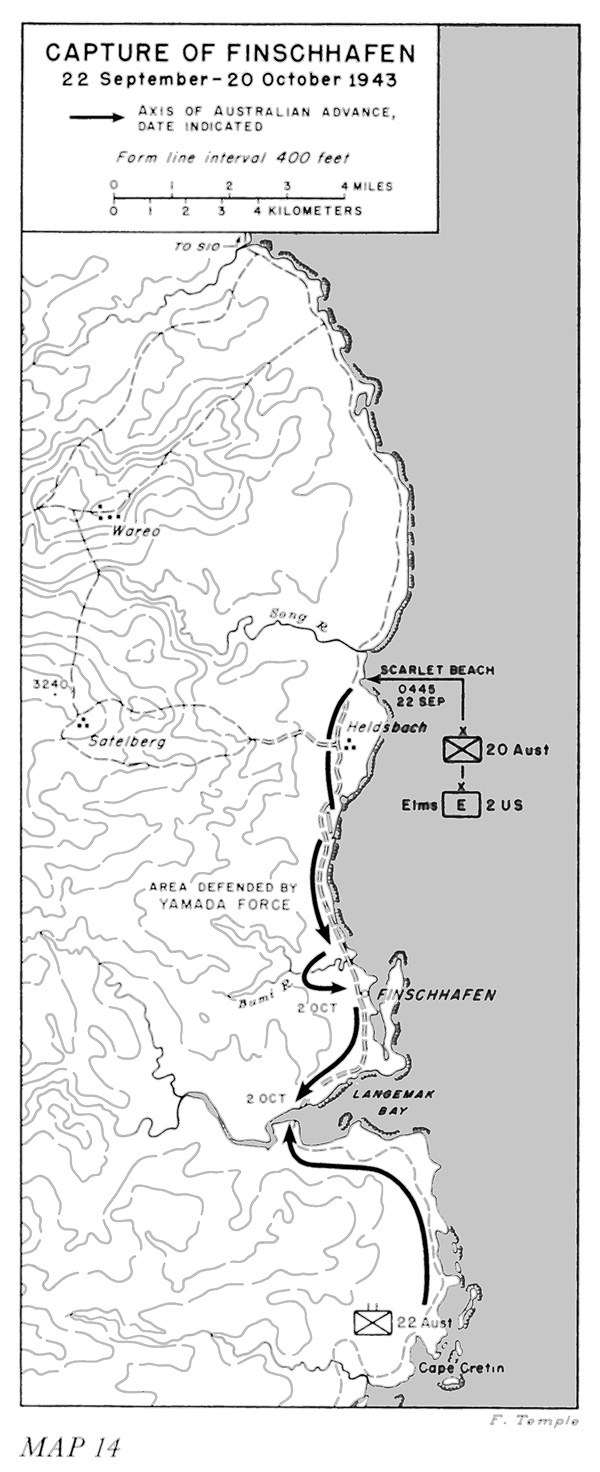
Carta raffigurante le operazioni australiane nella zona di Finschhafen tra il 22 settembre e il 20 ottobre 1943

Lae era caduta n mano agli australiani ben prima di quanto i comandi alleati avessero previsto, e il successo fu velocemente sfruttato. La prima fase della campagna, volta alla conquista di Finschhafen, prevedeva uno sbarco anfibio delle truppe alleate a nord della baia di Siki, vicino alla foce del fiume Siki e a sud del corso del fiume Song, su una spiaggia nota con il nome in codice di "Scarlet Beach"; posizionata più a est nella penisola di Huon rispetto a Lae, Finschhafen era considerata dagli Alleati di importanza strategica superiore a Lae stessa, per via della sua possibilità di supportare le operazioni aeronavali nello stretto di Vitiaz e, attraverso di esso, nella Nuova Britannia. A causa di un fallimento nella raccolta di informazioni di intelligence, che portò a una notevole sottostima della consistenza delle forze giapponesi schierate nella zona, la forza d'assalto destinata a Scarlet Beach consisteva in una sola brigata di fanteria australiana, la 20th Brigade; nel mentre, la 7th Division iniziò a muovere in direzione nord-ovest da Lae attraverso le valli di Markham e di Raum, per intraprendere una campagna separata lungo la catena dei Monti Finisterre.
Dopo un breve periodo di preparazione, lo sbarco della 20th Brigade prese vita la mattina del 22 settembre 1943; fu il primo assalto anfibio contrastato dal nemico che le forze australiane intrapresero dai tempi della campagna di Gallipoli nella prima guerra mondiale. Errori di navigazione portarono a far sbarcare le truppe sulle spiagge sbagliate, con alcuni soldati che scesero a riva nella baia di Siki dove subirono un fuoco pesante dalle forti difese giapponesi qui collocate; dopo essersi riorganizzati sulla spiaggia, gli australiani si spinsero in avanti verso l'interno: i giapponesi organizzarono una dura resistenza sul terreno elevato nei pressi del villaggio di Katika, ma furono infine costretti a ripiegare. Entro il tramonto del primo giorno, nonostante avessero subito 94 perdite tra morti e feriti, i reparti australiani avevano messo in sicurezza una testa di ponte profonda diversi chilometri. Una forza di circa 30 bombardieri giapponesi, scortati da 40 caccia, della 4ª Armata aerea di Wewak fu inviata ad attaccare le navi alleate nelle vicinanze di Finschhafen; avvisati dal cacciatorpediniere statunitense USS Reid, che serviva come picchetto radar nello stretto di Vitiaz, gli Alleati furono in grado di concentrare cinque squadroni di caccia statunitensi sopra il convoglio, e nella battaglia aerea che ne seguì 39 velivoli giapponesi furono abbattuti costringendo gli altri a ritirarsi.
Il secondo giorno gli australiani iniziarono la loro avanzata in direzione dell'abitato di Finschhafen, collocato circa 9 chilometri a sud di Scarlet Beach. Il 2/15th Infantry Battalion guidava l'avanzata in direzione del fiume Bumi, sulla cui sponda meridionale i giapponesi avevano allestito forti difese; gli australiani tentarono di aggirare queste posizioni inviando una forza in direzione ovest, arrampicandosi su terreni scoscesi nel tentativo di localizzare un punto meno presidiato dove attraversare il fiume. Localizzato un punto adatto, gli australiani iniziarono ad attraversare il corso del Bumi, incontrando però la resistenza di un contingente di fanti di marina nipponici asserragliato su un'altura a picco sul fiume: nonostante varie perdite, gli australiani riuscirono a stabilire una testa di ponte sulla sponda sud, consentendo al 2/13th Infantry Battalion di lanciare un'avanzata su Finschhafen provenendo da ovest. Nel mentre, il 2/15th Battalion attaccò il fianco sinistro delle posizioni giapponesi sul fiume: dopo essere avanzato su per un ripido pendio sotto il fuoco nemico, a volte procedendo sulle mani e sulle ginocchia, il 2/15 prese la posizione con un attacco alla baionetta, uccidendo 52 giapponesi in scontri corpo a corpo.

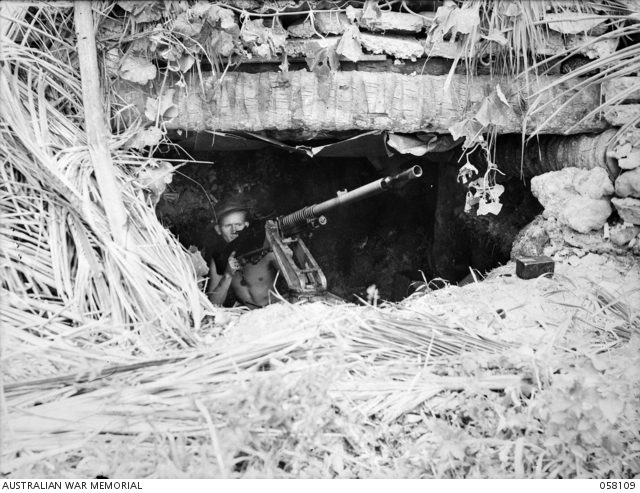
Un soldato australiano ispeziona una mitragliatrice giapponese appostata in un bunker nella zona di Finschhafen

L'avanzata portò i reparti australiani a sparpagliarsi su una vasta zona, e visto che il fianco occidentale della 20th Brigade si trovava completamente esposto il 2/17th Infantry Battalion fu inviato al bivio per Sattelberg a ovest per fronteggiare eventuali contrattacchi nipponici; il battaglione fu bloccato dall'80º Reggimento giapponese nei pressi del villaggio di Jivevaneng, con i nipponici che sferrarono una serie di determinati contrattacchi nel tentativo di aprirsi la strada verso la costa e le retrovie della 20th Brigade australiana.
Il timore che i contrattacchi giapponesi avessero successo spinse i comandanti australiani a chiedere ulteriori rinforzi al quartier generale di MacArthur; la richiesta fu tuttavia respinta dopo che gli ufficiali dell'intelligence dello SWPA ebbero sentenziato che le forze giapponese nella zona ammontavano ad appena 350 uomini. In realtà, le forze giapponesi schierate nei dintorni di Sattelberg e Finschhafen ammontavano ad almeno 5 000 uomini, cifra salita a 12 000 uomini ai primi di ottobre mentre si preparavano a sferrare un nuovo contrattacco. Gli australiani ricevettero comunque alcuni rinforzi della forma del 2/43rd Infantry Battalion: l'arrivo di questo battaglione consentì di districare il 2/17th dalla zona di Jivevaneng e di unirlo ai restanti due battaglioni della 20th Brigade per intraprendere la spinta finale alla volta di Finschhafen.
Dopo un attacco il 1º ottobre attraverso il torrente Ilebbe a opera del 2/13rd Battalion, che costò agli australiani 80 perdite, le truppe di marina giapponesi che difendevano l'abitato di Finschhafen iniziarono a ritirarsi; il 2 ottobre la cittadina cadde in mano agli australiani, e i giapponesi dovettero sgombrare la cresta di Kakakog sotto pesanti bombardamenti aerei e di artiglieria degli Alleati. Dopo essersi stabilita a Finschhafen, la 20th Brigade si ricongiunse al 22nd Infantry Battalion della Militia australiana in arrivo da sud: questa unità aveva ripulito dal nemico la costa sud della penisola, muovendo da Lae attraverso le montagne; nel mentre, i reparti giapponesi prima schierati nella zona di Finschhafen ripiegarono sulle montagne attorno a Sattelberg. Le operazioni di volo alleate dalla pista di aviazione di Finschhafen presero il via il 4 ottobre; il giorno seguente, il 2/17th Infantry Battalion fu inviato a Kumawa per incalzare i reparti giapponesi in ritirata, e per i successivi due giorni scontri di piccola intensità presero vita prima che gli australiani si attestassero a Jivevaneng il 7 ottobre.

### Il contrattacco giapponese

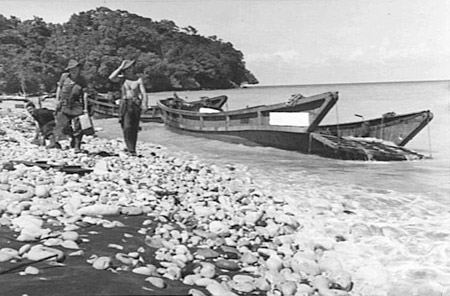
Un barcone giapponese distrutto nelle vicinanze di Scarlet Beach dopo il fallito contrattacco dell'ottobre 1943

Il comando giapponese aveva iniziato a progettare un contrattacco contro la testa di ponte degli Alleati mentre ancora le forze australiane stavano avanzando su Finschhafen. Il nucleo centrale della 20ª Divisione iniziò a muovere da Madang in direzione del concentramento di truppe giapponesi a Sattelberg, con il grosso delle forze che raggiunse questa località per l'11 ottobre; i piani giapponesi divennero noti agli Alleati a seguito della cattura di alcuni documenti, e alla metà di ottobre la 24th Brigade australiana fu inviata di rinforzo alla 20th Brigade. Quando infine il contrattacco giapponese ebbe inizio, segnalato dall'accensione di un falò nei pressi di Sattelberg, esso si abbatté sulle posizioni della 24th Brigade attorno a Jivevaneng il 16 ottobre: attuato in maniera frammentaria, questo primo attacco fu velocemente respinto. Il giorno seguente aerei giapponesi attaccarono le forze alleate attorno a Scarlet Beach, azione seguita poco dopo da un tentativo di sbarco da parte di una forza anfibia nipponica: i mezzi da sbarco giapponesi furono tuttavia tutti distrutti in mare dal concentramento di fuoco scatenato dai cannoni antiaerei e dalle mitragliatrici delle unità australiane e statunitensi presenti nei dintorni della spiaggia; fu durante questa azione che il soldato Nathan Van Noy del 532nd Engineer Boat and Shore Regiment statunitense ottenne postumo una Medal of Honor. Solo un piccolo numero di soldati giapponesi riuscì a raggiungere la riva, ma questi furono tutti uccisi o feriti il giorno seguente durante un'operazione di rastrellamento condotta dalla fanteria australiana.
Nel frattempo, nelle zone dell'interno, unità giapponesi si erano infiltrate nel corso della notte attraverso la sottile linea del fronte tenuta dagli australiani: i giapponesi riuscirono a sfruttare un varco apertosi nella linea tra il 2/28th Battalion e il 2/3rd Pioneer Battalion australiani, e lanciarono un attacco in direzione della costa con l'obiettivo di catturare le alture a 2,7 chilometri a ovest di Scarlet Beach e di dividere in due le forze australiane a Katika. In risposta alla penetrazione giapponese, la 24th Brigade si ritirò da Katika e dalle alture a nord di Scarlet Beach per rinforzare le difese poste attorno alla spiaggia, mentre la 20th Brigade fu spostata lungo il corso del torrente Siki per bloccare eventuali avanzate giapponesi in direzione di Finschhafen. Benché avessero dovuto rinunciare al vantaggio del terreno elevato gli australiani opposero una resistenza ostinata, supportati da artiglieria campale e cannoni antiaerei che facevano fuoco diretto sul nemico a distanza di 200 metri. L'attacco giapponese fu deviato da Scarlet Beach e incanalato verso il torrente Siki; tuttavia, i giapponesi riuscirono a sfondare presso la baia di Siki entro il 18 ottobre, incuneandosi effettivamente tra la 24th Brigade a nord e la 20th Brigade a sud e catturando un considerevole ammontare di rifornimenti degli Alleati, incluse munizioni, armi e vettovaglie, che li aiutò a rimpinguare le loro magre scorte.

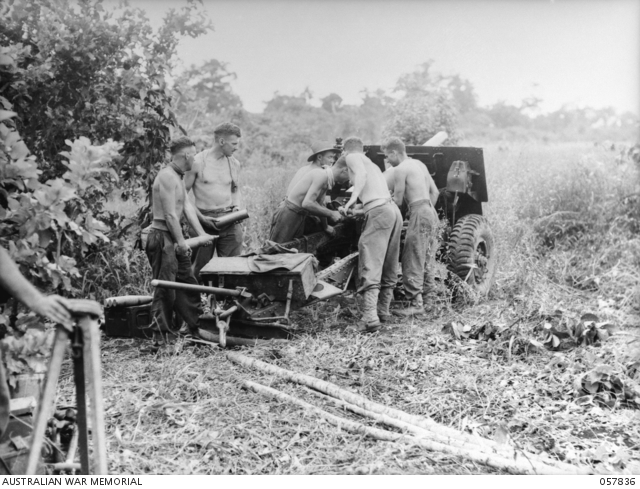
Artiglieria australiana in azione nella zona di Finschhafen

Nel corso della notte tra il 18 e il 19 ottobre, i giapponesi tagliarono il sentiero impiegato dagli australiani per rifornire il 2/17th Battalion attestato a Jivevaneng, e stabilirono una posizione di blocco lungo la strada tra Jivevaneng e Sattelberg; con questa manovra il 2/17th e altre unità australiane, inclusa la maggior parte del 2/3rd Pioneer Battalion e parte del 2/28th Battalion, si ritrovarono tagliate fuori e isolate all'interno delle linee giapponesi. Al fine di mantenere rifornite queste unità, i piloti del No. 4 Squadron RAAF compirono vari lanci di munizioni dall'aria.
A questo punto, il contrattacco giapponese iniziò a rallentare: la resistenza opposta dagli australiani si era tradotta in pesanti perdite per gli attaccanti, al punto che i giapponesi non erano più in grado di sfruttare i successi ottenuti. Di conseguenza, fu il turno degli australiani di lanciare un contrattacco il 19 ottobre quando, preceduto da una pesante preparazione di artiglieria, il 2/28th Infantry Battalion riconquistò Katika. Gli australiani furono rinforzati dall'arrivo il giorno seguente di uno squadrone di carri armati Matilda II del 1st Tank Battalion, sbarcato nella baia di Langemak in mezzo a strette misure di sicurezza che miravano a mantenere segreto il suo arrivo ai giapponesi; insieme ai carri arrivò anche la 26th Brigade, consentendo infine alla 9th Division di disporre sul campo della sua intera forza di combattimento. Sebbene il 21 ottobre i giapponesi si fossero ritirati dalla baia di Siki, gli scontri attorno a Katika continuarono per altri quattro giorni, con numerosi tentativi da parte dei giapponesi di riconquistare il villaggio respinti dalla resistenza del 2/28th Battalion australiano. Il comandante della 20ª Divisione, generale Katagiri, ordinò infine ai reparti giapponesi di ripiegare su Sattelberg il 25 ottobre, quando divenne evidente che il contrattacco era ormai fallito. Nel corso degli scontri i giapponesi subirono circa 1 500 perdite, tra cui 679 soldati uccisi; di contro, gli australiani ebbero un totale di 49 morti e 179 feriti.

### Sattelberg

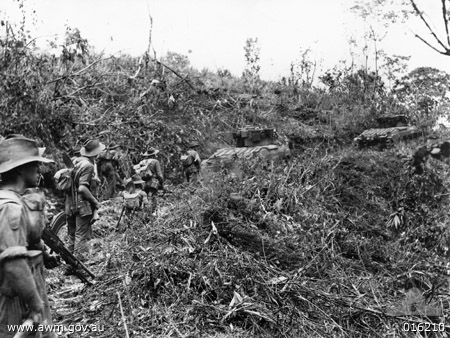
Una colonna di soldati australiani muove alla volta di Sattelberg preceduta da due carri Matilda

Un vecchio insediamento di missionari tedeschi, l'abitato di Sattelberg sorgeva circa 8 chilometri nell'interno dalla costa e, a causa della sua posizione elevata (960 metri sul livello del mare), il suo possesso da parte dei giapponesi era visto con preoccupazione da parte degli ufficiali australiani: dall'insediamento si godeva di una buona visuale sulle zone costiere ed esso poteva costituire una solida base da cui i giapponesi potevano insidiare le linee di comunicazione degli australiani; di conseguenza, il generale Wootten stabilì di catturarlo al più presto. La via d'approccio principale all'insediamento era costituita dal sentiero che partiva da Jivevaneng e, sebbene l'onda principale del contrattacco nipponico fosse stata ributtata indietro entro il 25 ottobre, il possesso di questo villaggio era ancora in dubbio e il 2/17th Battalion australiano stava ancora affrontando attacchi dei giapponesi; conseguentemente, il 2/13th Battalion fu inviato in rinforzo e, insieme al 2/17th, condusse una serie di operazioni di rastrellamento della zona. L'opera di consolidamento della posizione si poté dire conclusa per la notte tra il 2 e il 3 novembre, quando i giapponesi cessarono i loro assalti e si ritirarono dai dintorni del villaggio; ulteriori azioni degli australiani portarono poi, il 6 novembre, alla distruzione dei blocchi stradali allestiti dai giapponesi in ottobre sul sentiero per Sattelberg a est di Jivevaneng.
Con la posizione di Jivevaneng ormai saldamente nelle loro mani, gli australiani diedero il via all'avanzata su Sattelberg. Per condurre l'azione fu selezionata l'appena sopraggiunta 26th Brigade, con il supporto di nove carri Matilda del 1st Tank Battalion; la 4th Brigade, una formazione della Militia distaccata dalla 5th Division australiana, fu inviata nel mentre a Finschhafen per rilevare la 26th Brigade dai suoi compiti di guarnigione della zona. I carri armati si spostarono a Jivevaneng sotto la copertura di uno sbarramento di artiglieria, al fine di soffocare il loro rumore nel tentativo di mantenere segreta la loro presenza ai giapponesi fino all'inizio dell'avanzata. Il 16 novembre il 2/48th Infantry Battalion, supportato dall'artiglieria del 2/12th Field Regiment e dalle mitragliatrici pesanti del 2/2nd Machine Gun Battalion, catturò l'altura di Green Ridge che dominava il sentiero per Sattelberg, e l'avanzata verso l'insediamento ebbe inizio il giorno seguente.

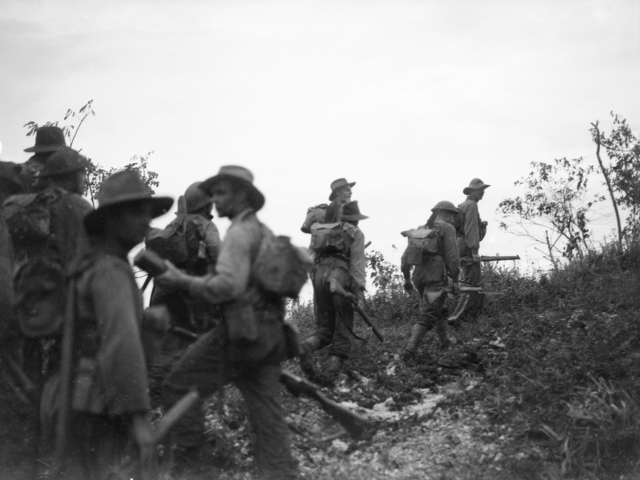
Fanti del 2/48th Battalion australiano in azione nella zona di Sattelberg nel novembre 1943

L'avanzata inizialmente procedette male, ostacolata dal terreno accidentato dell'entroterra che consisteva in gran parte in una fitta giungla e in ripide creste affilate; la possibilità di manovrare in formazione in questo territorio era limitata e il generale Whitehead, comandante della 26th Brigade, decise di proseguire adottando tattiche di infiltrazione: il generale inviò colonne di fanteria, non più grandi di una compagnia, ad avanzare lungo fronti ristretti precedute a uno o due carri armati, con contingenti di genieri a supporto per migliorare la pista o affrontare le trappole esplosive e le mine lasciate dai giapponesi non appena queste venivano localizzate. Lo schema di manovra della brigata vedeva il 2/48th Battalion procedere sul sentiero principale con il 2/23rd e il 2/24th Battalion a proteggerne i fianchi rispettivamente a sud e nord della pista. Nessuno degli obiettivi australiani del primo giorno fu raggiunto: il 2/48th fu bloccato sulla cresta di Coconut Ridge da una resistenza ostinata, con uno dei carri d'appoggio messo fuori combattimento e altri due danneggiati; sui fianchi, tanto il 2/23rd quanto il 2/24th Battalion si imbatterono in solide difese giapponesi rappresentate da piccoli bunker e nidi di mitragliatrici, subendo diverse perdite.
Coconut Ridge cadde in mano agli australiani il 18 novembre, e per il 20 novembre anche l'altura di Steeple Tree Hill era stata messa in sicurezza dal 2/48th, con il 2/23rd che avanzava verso la sua porzione meridionale da Kumawa mentre il 2/24th continuava a colpire più a nord verso la cresta "2200": inizialmente questa era stata concepita solo come un'azione a protezione del fianco del 2/48th, ma a causa della lenta avanzata sul sentiero principale Whitehead decise di cambiare strategia, stabilendo di lanciare un attacco a due punte con il 2/24th, che doveva tentare di sfondare verso Sattelberg da nord.

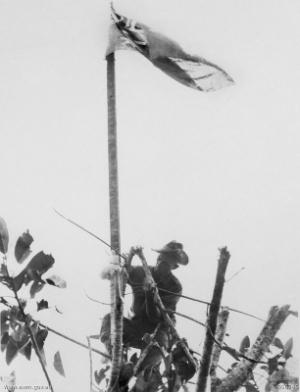
Il sergente Tom Derrick alza la bandiera australiana sopra l'abitato di Sattelberg il 25 novembre 1943

Altrove, nel nord-est più vicino alla costa, l'istituzione da parte delle forze australiane di posti di osservazione sul terreno elevato che si affacciava sulle principali rotte di rifornimento giapponesi iniziò a influenzare la situazione degli approvvigionamenti intorno a Sattelberg, poiché le colonne di rifornimento nipponiche furono spesso oggetto di imboscate mentre tentavano di portare cibo e munizioni alle forze attestate nell'insediamento. Anche gli australiani erano a corto di rifornimenti, al punto che l'avanzata venne fermata il 21 novembre per permettere alle vettovaglie di raggiungerli, per poi riprendere il giorno successivo. La spinta principale mirava al punto in cui la pista girava a nord: qui il 2/48th piegò verso nord-est mentre il 2/23rd lasciò il sentiero e si inoltrò in direzione nord-ovest verso la cresta "3200", che correva a ovest di Sattelberg; il 2/24th, ostacolato da un terreno sempre più ripido e difese giapponesi molto forti intorno alla cresta "2200", tentò senza successo di aggirare la posizione e colpire verso Sattelberg. Quello stesso 22 novembre, più a nord, i giapponesi sferrarono un nuovo contrattacco al fine di migliorare la situazione dei rifornimenti per Sattelberg e ricatturare Finschhafen: il contrattacco fu smussato dalle posizioni difensive in profondità allestite dagli australiani sull'altura di Pabu e, mancando del ritmo del precedente contrattacco di ottobre, alla fine venne respinto, con scarso effetto sulle operazioni australiane intorno a Sattelberg.
Le postazioni giapponesi a Sattelberg furono metodicamente indebolite da intensi bombardamenti degli Alleati proseguiti ininterrotti per cinque gironi fino al 23 novembre; quello stesso giorno, 44 velivoli giapponesi lanciarono incursioni contro le postazioni australiane nei dintorni di Jivevaneng, ma senza riuscire a influenzare la situazione attorno a Sattelberg poiché, a quel punto, gli australiani avevano raggiunto le pendici meridionali dell'altura dove sorgeva l'insediamento, iniziando il giorno successivo a sondare in avanti verso la sua sommità. Nel corso del 24 novembre gli australiani lanciarono vari attacchi, ma le forti difese giapponesi li respinsero almeno finché un plotone sotto il comando del sergente Tom Derrick non riuscì a trovare una via fino alla sommità dell'altura, distruggendo non meno di 10 postazioni giapponesi a suon di bombe a mano. Con gli australiani in possesso di un appiglio poco sotto la sommità dell'altura, i giapponesi si ritirarono con il favore delle tenebre e la mattina seguente gli australiani misero in sicurezza il resto dell'insediamento di Sattelberg; per le sue azioni nella battaglia il sergente Derrick fu poi insignito della Victoria Cross, la massima onorificenza militare australiana.

### Pabu

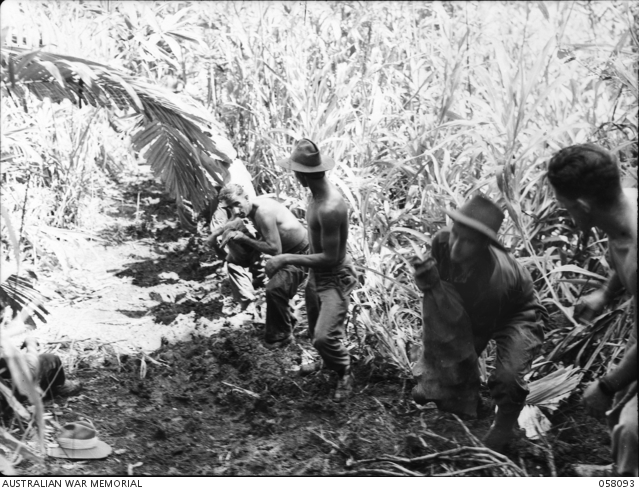
Una catena di soldati australiani si passa di mano in mano un carico di rifornimenti; nel terreno interno della penisola di Huon, il trasporto umano era spesso l'unica soluzione per la movimentazione dei carichi

Sebbene lo sforzo principale dei reparti australiani sbarcati a Scarlet Beach alla fine di settembre fosse stato diretto verso la zona di Finschhafen, varie azioni di ricognizione furono portate avanti da truppe del Papuan Infantry Battalion a nord della zona di combattimenti principale, nell'area compresa tra i villaggi di Bonga e Gusika; per tutto l'inizio di ottobre anche il 2/43th Battalion condusse un certo numero di azioni di pattugliamento nell'area. Le informazioni di intelligence raccolte da questi pattugliamenti, come pure le foto della ricognizione aerea, misero in evidenza che i giapponesi stavano impiegando i sentieri della zona per rifornire le loro forze schierate più a ovest attorno a Sattelberg; per tutta risposta, gli australiani iniziarono a stabilire posti d'osservazione nell'area, individuando una posizione chiave nell'altura nota come "Pabu" parte di una cresta denominata come "Horace the Horse": questo rilievo si trovava direttamente a cavalcioni della principale rotta di rifornimento utilizzata dai giapponesi, e la sua prossimità alle posizioni avanzate australiane su North Hill lo collocava nel raggio di tiro dell'artiglieria alleata, consentendo anche a una forza piccola di presidiarlo contando sull'appoggio del fuoco indiretto dei cannoni a lungo raggio. Alla metà di ottobre, tuttavia, dovendo fronteggiare il grande contrattacco giapponese il comandante della 24th Brigade generale Bernard Evans aveva ordinato di ritirare le unità australiane attestate su Pabu al fine di concentrare tutte le forze disponibili per la difesa di Scarlet Beach.
Dopo che il contrattacco di ottobre venne respinto, gli australiani puntarono a riconquistare l'iniziativa. Il generale Evans fu sostituito dal generale di brigata Selwyn Porter, e il comandante della 9th Division Wootten decise di stabilire nuovamente una posizione bene all'interno delle linee giapponesi rioccupando l'altura di Pabu; tra il 19 e il 20 novembre, tre compagnie del 2/32nd Infantry Battalion, sotto il comando del maggiore Bill Mollard, occuparono l'altura iniziando subito dopo ad attaccare le colonne di rifornimento giapponesi che tentavano di spostarsi nei dintorni, infliggendo loro forti perdite.

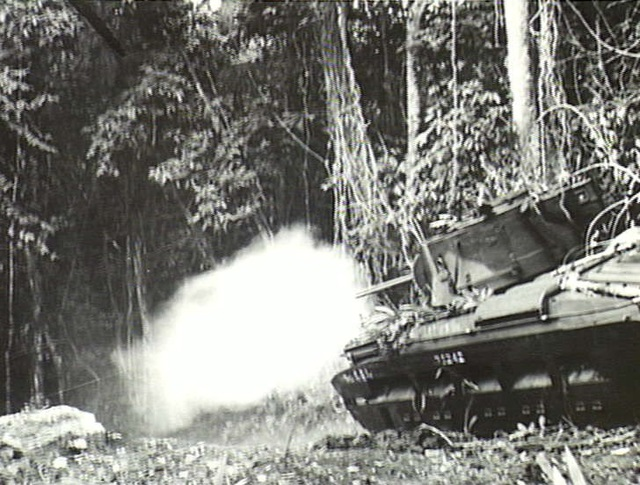
Un carro Matilda australiano impegna il suo armamento principale contro una postazione giapponese

Nel mentre, il comando della 18ª Armata giapponese ordinò alla 20ª Divisione del generale Katagiri di lanciare un altro contrattacco. A questo punto della campagna la situazione dei rifornimenti per le truppe nipponiche era critica, con i soldati a corto di munizioni e ridotti a un terzo della normale razione giornaliera di cibo, ma ciononostante il contrattacco venne fissato per la notte tra il 23 e il 24 novembre. L'occupazione australiana di Pabu e la minaccia che rappresentava per le rotte di rifornimento nipponiche obbligarono Katagiri a rivedere i suoi piani, deviando verso l'altura parte dello sforzo giapponese altrimenti diretto alla riconquista di Finschhafen e sulle forze australiane che stavano avanzando verso Sattelberg a sud.
Nel tentativo di riconquistare Pabu e il terreno a nord del fiume Song, una forza composta da due battaglioni giapponesi, distaccati dal 79º e dal 238º Reggimento fanteria, scese in direzione sud da Bonga lungo il sentiero che correva sulla costa. Dal 22 novembre i giapponesi sferrarono attacchi alle postazioni australiane attorno a North Hill, difesa dal 2/43rd Battalion; ciò di fatto tagliò fuori la guarnigione di Pabu, composta al momento da due compagnie del 2/32nd Battalion, la quale si ritrovò per i successivi tre giorni a subire una continua serie di assalti del nemico. Per il 25 novembre gli attacchi giapponesi erano stati respinti, e gli australiani si spinsero in avanti per rilevare l'esausta guarnigione: le restanti due compagnie del 2/32nd sferrarono un contrattacco il 26 novembre, supportate da quattro carri Matilda e dall'artiglieria, ricollegandosi alla guarnigione di Pabu e mettendo in sicurezza anche l'altura di "Pino Hill" più a sud.
Il giorno seguente il comando giapponese sospese ulteriori attacchi alle posizioni degli australiani, e di conseguenza unità del 2/28th Battalion furono inviate a est per mettere in sicurezza i fianchi della postazione. Il 29 novembre il 2/43rd sostituì il 2/32nd nel presidio di Pabu, ma durante l'avvicendamento gli australiani furono colpiti da un violento bombardamento di artiglieria giapponese che uccise o ferì 25 uomini. Nel corso dei 10 giorni passati sull'altura di Pabu, la forza del maggiore Mollard era stata sottoposta a costanti bombardamenti dei cannoni e dei mortai giapponesi e a continui attacchi di fanteria, ma con un forte fuoco d'appoggio da parte dell'artiglieria alleata aveva tenuto la posizione, aiutando in questo modo a infrangere l'impeto del contrattacco nemico proprio mentre il grosso delle forze australiane era impegnato nell'avanzata sulla fortezza giapponese di Sattelberg. In seguito, il comandante della 18ª Armata giapponese Adachi indicò la cattura australiana dell'altura di Pabu come la principale ragione della sua sconfitta nella campagna della penisola di Huon. Le perdite registrate dai giapponesi attorno a Pabu ammontarono a 195 uomini, mentre gli australiani ebbero 25 morti e 51 feriti.

### Wareo-Gusika

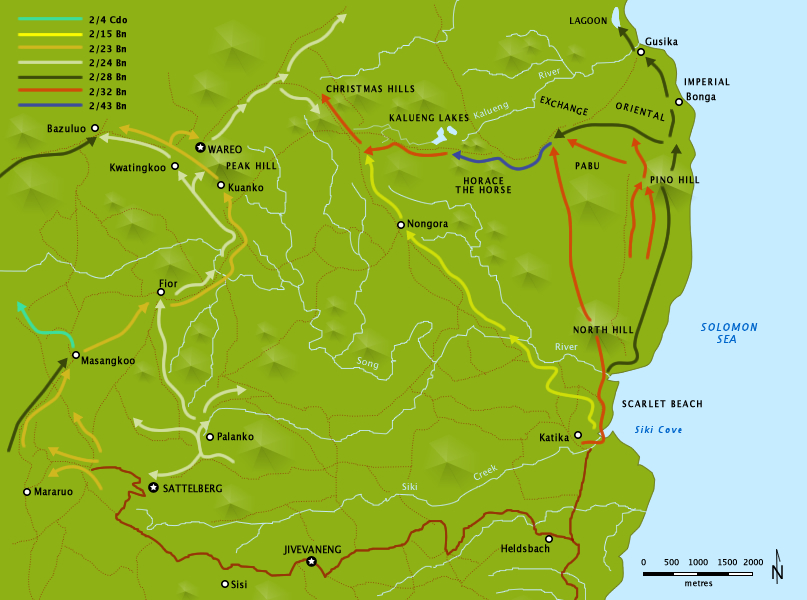
Carta raffigurante i movimenti delle unità australiane nella zona di Wareo

Dopo il fallimento del suo secondo contrattacco e la perdita della piazzaforte di Sattelberg, Katagiri decise di ripiegare a nord per formare una linea difensiva attorno al villaggio di Wareo su cui attendere la prossima avanzata dei vittoriosi australiani; le unità giapponesi erano ora a corto di effettivi, e la situazione dei rifornimenti non era affatto migliorata. Il comandante della 9th Division Wootten aveva in effetti intenzione di mantenere l'iniziativa e di continuare l'avanzata verso nord, al fine di mettere in sicurezza quanto rimaneva della penisola di Huon. La prima parte del piano di Wootten prevedeva di mettere in sicurezza la cresta che correva da Gusiaka, sulla costa, a Wareo, circa 7 chilometri nell'interno, tramite un'avanzata a due punte: la 26th Brigade, messa in sicurezza la zona di Sattelberg, sarebbe avanzata sulla sinistra alla volta di Wareo, mentre la 24th Brigade avrebbe proceduto sulla destra lungo la costa, al fine di mettere in sicurezza Gusika e due grossi specchi d'acqua circa 2,3 chilometri all'interno della foce del fiume Kalueng, noti agli australiani come "i laghi" ("the Lakes"). Una terza punta sarebbe stata rappresentata dalla 20th Brigade, che sarebbe avanzata al centro verso Nongora e la collina di Christmas Hill.
L'avanzata sulla destra vide il 2/28th Battalion mettersi in marcia da Bonga e, con il supporto dei carri, catturare Gusika il 29 novembre; più tardi, gli australiani attraversarono il fiume Kalueng e avanzarono più a nord lungo la costa. Nel frattempo il 2/43rd Battalion mosse da Pabu verso l'altura di "Horace's Ears", dove i giapponesi opposero una resistenza che trattenne brevemente gli australiani; in seguito, gli australiani del 2/43rd proseguirono verso est alla volta dei laghi dove avrebbero dovuto assumere la responsabilità della posizione centrale dai battaglioni della 20th Brigade, che dovevano essere spostati nelle retrovie per riorganizzarsi in vista della fase successiva della campagna.

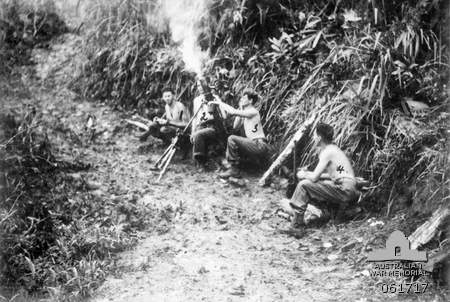
La squadra di un mortaio del 2/23rd Battalion in azione nella zona di Wareo

Al centro, il 2/15th Battalion mosse da Katika alla volta del villaggio di Nongora il 30 novembre. Gli australiani avanzarono attraverso una campagna sconnessa, e dopo che la compagnia di testa ebbe varcato il corso del fiume Song si ritrovò sotto un pesante fuoco di mitragliatrici giapponesi, rimanendo bloccata finché le altre compagnie non intervennero in appoggio. Aggirata la postazione giapponese, gli australiani proseguirono per Nongora fermandosi ai piedi del terreno elevato su cui sorgeva il villaggio; il giorno seguente gli australiani lanciarono un attacco a livello di compagnia contro l'altura, solo per venire respinti al prezzo di forti perdite. Caduta la notte i giapponesi tuttavia si ritirarono, consentendo al 2/15th di occupare Nongora il 2 dicembre; subito dopo, pattuglie da combattimento furono inviate in avanscoperta a ovest verso le colline di Christmas Hill e a est in direzione dei laghi, dove fu stabilito un contatto con le unità della 24th Brigade il 3 dicembre. Dopo il ricongiungimento, una forza composita proveniente dal 2/32nd e dal 2/43rd Battalion riprese l'avanzata in direzione di Christmas Hill, messa in sicurezza il 7 dicembre dopo che i giapponesi ebbero abbandonato la posizione incalzati dagli assalti e dal pesante fuoco di artiglieria degli australiani.
Nel mentre, sulla sinistra l'avanzata della 26th Brigade aveva preso il via il 28 novembre. Sulla mappa, Wareo distava solo 5,5 chilometri da Sattelberg, ma a causa delle asperità del terreno la distanza reale tra le due località era stimata in quattro volte questa cifra. Per i fanti australiani l'impresa era resa ancora maggiore dalla pioggia battente che trasformava i sentieri su cui stavano avanzando in un pantano fangoso che non poteva essere attraversato dai trasporti a motore: questo, unito all'indisponibilità dei papuani a servire come portatori, obbligò i soldati stessi a caricarsi in spalla tutti i loro rifornimenti. Nel tentativo di mantenere un buon ritmo di marcia, l'intero 2/24th Battalion fu incaricato di trasportare i rifornimenti del 2/23rd Battalion, che guidava l'avanzata della brigata. Il 30 novembre il 2/23rd raggiunse e forzò il corso del fiume Song, e il giorno seguente, dopo aver infranto un contrattacco dei giapponesi, occupò il villaggio di Kuanko; a nord del villaggio i giapponesi erano ammassati in forze, e lanciarono subito un forte contrattacco che consentì loro di rioccupare il terreno elevato nei dintorni di Kuanko, anche se ulteriori progressi furono arrestati da pesanti bombardamenti dell'artiglieria australiana. Il 2/24th fu sollevato dal suo ruolo di portatori e inviato a ovest nel tentativo di aggirare le posizioni giapponesi, tagliando il sentiero tra Kuanko e Wareo e catturando le alture di Kwatingkoo e Peak Hill la mattina del 7 dicembre, dopo che i nipponici si furono ritirati. Da qui, con una breve marcia, gli australiani misero in sicurezza Wareo il giorno seguente.
Il corpo principale delle forze giapponesi si sganciò e ripiegò a nord verso Sio, anche se scontri sporadici proseguirono attorno a Wareo per tutta la settimana successiva mentre sacche isolate di soldati giapponesi conducevano azioni di retroguardia per coprire la ritirata dei loro commilitoni. La più significativa di queste azioni avvenne l'11 dicembre, quando il 2/24th Battalion prese d'assalto la cresta "2200" a nord-est di Wareo uccidendo 27 giapponesi.

### Sio

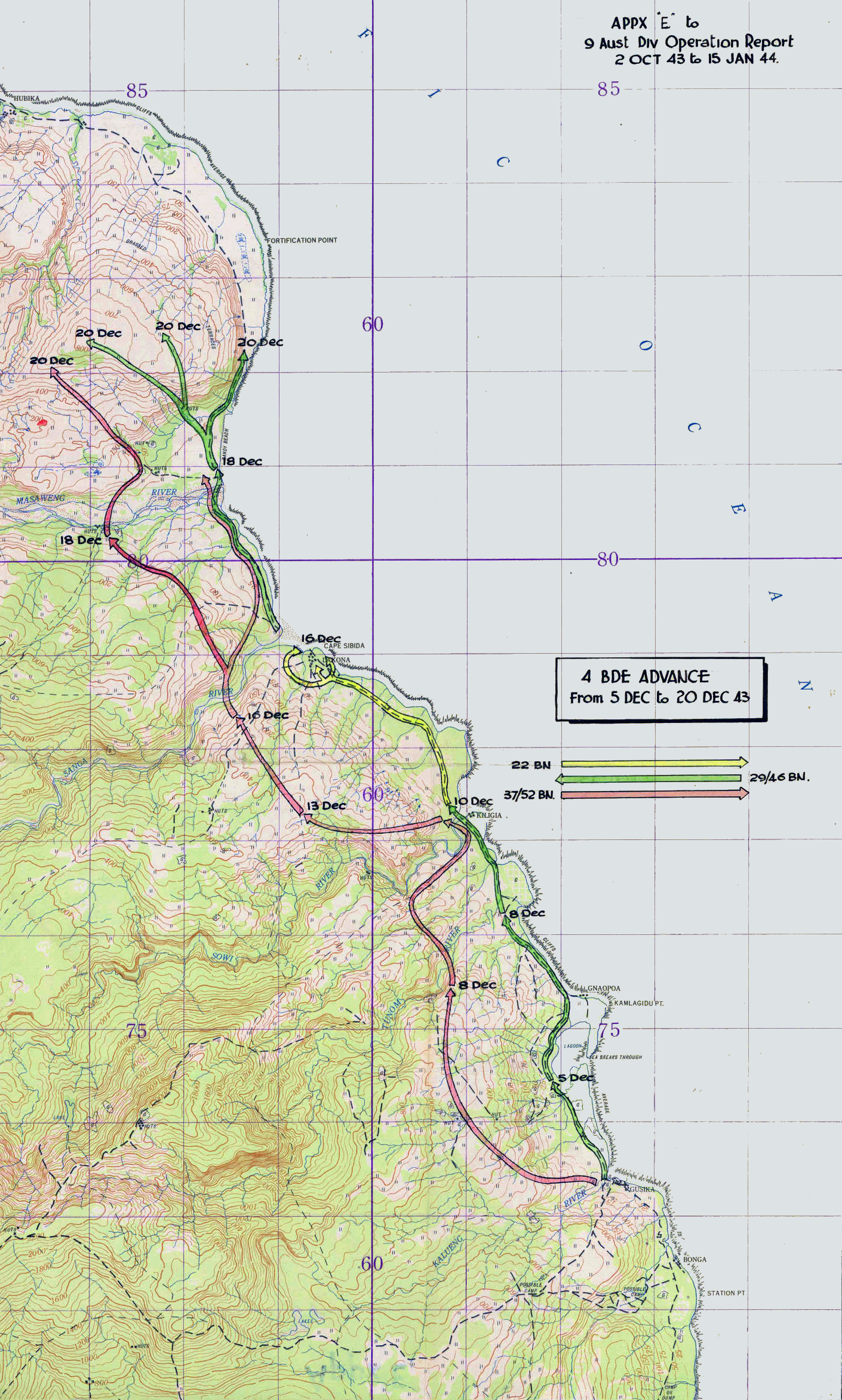
Carta raffigurante i movimenti della 4th Brigade australiana dal 5 al 20 dicembre 1943 lungo la costa settentrionale della penisola

L'ultima fase della campagna vide le forze australiane dirigere lungo la costa della penisola in direzione di Sio, circa 80 chilometri a nord di Finschhafen. Dopo la cattura di Gusika, la responsabilità della prima parte dell'avanzata su Sio fu assegnata alla 4th Brigade del generale Cedric Edgar, un'unità della Militia trasportata a Finschhafen all'inizio di dicembre e impiegata fino a quel momento in compiti di guarnigione; il 5 dicembre il 22nd Infantry Battalion iniziò quindi l'avanzata attraversando il fiume Kalueng. Mancando dell'esperienza bellica accumulata dai veterani della 2nd AIF, i battaglioni della Militia avanzarono molto più cautamente di quanto ci si sarebbe ragionevolmente potuto aspettare; l'avanzata fu supportata da mezzi da sbarco statunitensi equipaggiati con lanciarazzi, i quali bombardarono più volte le postazioni giapponesi lungo la costa, mentre l'espansione delle basi aeree allestite attorno a Finschhafen e l'impianto nella zona di una base navale consentivano agli Alleati di impiegare idrovolanti Consolidated PBY Catalina e motosiluranti per ulteriori attacchi ai convogli navali nipponici di rifornimento.
A mano a mano che avanzavano gli australiani si imbatterono in una dura resistenza, visto che le unità giapponesi nell'area stavano in ogni modo cercando di guadagnare tempo per permettere la ritirata dei loro commilitoni dalla zona di Wareo. L'attacco iniziale della 22nd Brigade fu infatti respinto, e solo il fuoco di supporto dell'artiglieria e l'intervento dei mezzi corazzati consentì di superare la resistenza giapponese; l'offensiva continuò con il 22nd e il 29th/46th Infantry Battalion ad avanzare lungo la costa alternandosi l'uno con l'altro, mentre il 37th/52nd Battalion muoveva alla loro sinistra nelle regioni dell'interno. Il villaggio di Lakona fu raggiunto il 14 dicembre e, dopo aver scoperto che i giapponesi erano qui trincerati in forze, il 22nd Battalion manovrò attorno all'abitato per aggirare il nemico e spingerlo indietro verso le scogliere; i giapponesi furono infine sopraffatti il 16 dicembre grazie all'impiego dei reparti corazzati. Subito dopo, il 29th/46th Battalion prese la guida dell'avanzata lungo lo costa in direzione del promontorio di Fortification Point, che il 20 dicembre fu raggiunto congiuntamente al 37th/52nd Battalion nell'interno dopo aver forzato il corso del fiume Masaweng e aver conquistato il terreno elevato a settentrione di esso.
Nella sua avanzata la 4th Brigade accusò 65 morti e 136 feriti in azione oltre a un crescente numero di soldati messi fuori combattimento dalle malattie, e fu quindi rimpiazzata dalla 20th Brigade che fino a quel momento aveva protetto il suo fianco sinistro verso l'entroterra. L'avanzata riprese con maggiore velocità, anche a seguito del diminuire della resistenza organizzata dovuto al crollo del morale delle truppe giapponesi: furono ottenuti grossi guadagni territoriali a fronte di una resistenza limitata, spesso tradottasi solo in schermaglie minori con piccoli gruppi di soldati giapponesi. Il villaggio di Hubika cadde in mano agli australiani il 22 dicembre senza opposizione, e Wandokai fu presa due giorni dopo; il 28 dicembre il 2/13th Battalion raggiunse Blucher Point, dove fu stabilito un contatto con la retroguardia giapponese che si tradusse in un breve scontro. Nel frattempo, il 26 dicembre truppe australiane e statunitensi sbarcarono incontrastate su Long Island, isola situata nello stretto di Vitiaz a nord della penisola di Huon, mentre il 2 gennaio 1944 altre unità statunitensi sbarcarono nei pressi del villaggio di Saidor, a metà strada tra le basi giapponesi di Madang a ovest e Sio a est.
Queste mosse spinsero infine i giapponesi a dare il via all'evacuazione della zona di Sio, e nel corso delle successive due settimane l'avanzata australiana lungo la costa della penisola procedette speditamente, superando solo una «resistenza sporadica» mentre i nipponici continuavano a ritirarsi a ovest in direzione di Madang cercando di non farsi accerchiare dai reparti alleati sbarcati a Saidor. Il 2/15th Battalion prese la guida dell'avanzata il 31 dicembre 1943, raggiungendo Nunzen il 1º gennaio 1944 e attraversando il fiume Sanga il giorno seguente; il 3 gennaio il 2/17th Battalion raggiunse invece la zona di Capo King William. Fu necessario forzare il corso di altri due fiumi, il Sazomu e il Mangu, prima che gli australiani potessero catturare l'abitato di Kelanoa il 6 gennaio; subito dopo fu la volta dell'attraversamento dei fiumi Dallman e Buri, per poi raggiungere Scharnhorst Point il 9 gennaio. Dopo un ultimo scontro con i giapponesi nei pressi di Nambariwa, il 2/17th Battalion fece il suo ingresso a Sio il 15 gennaio.

## Conseguenze

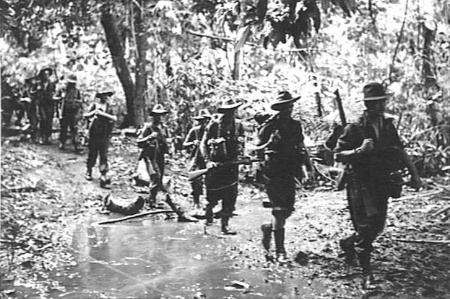
Una squadra di fucilieri del 30th Infantry Battalion in marcia nella giungla nella zona di Sio, durante le operazioni di rastrellamento finali della campagna

Le operazioni intraprese dalla 9th Division nella penisola di Huon furono la campagna di maggior durata condotta dall'Australian Army fino a quel punto della guerra. Supportata da ingenti risorse industriali che davano loro una significativa superiorità tecnologica sui giapponesi, la campagna condotta dagli australiani distrusse le capacità offensive che i nipponici avevano nella regione e, all'opposto, diede agli Alleati il controllo delle vitali rotte marittime di comunicazione e degli aeroporti necessari per condurre operazioni offensive nella Nuova Guinea nord-occidentale e nella Nuova Britannia.
Dopo la cattura di Sio, il 21 gennaio 1944 la 9th Division cedette la cittadina alla 5th Division, un'unità della Militia; l'avvicendamento faceva parte di un più vasto piano per ridestinare le veterane divisioni della 2nd AIF ad altre e più impegnative campagne, come la progettata offensiva alleata per la liberazione delle Filippine, lasciando alle meno esperte formazioni della Militia le meno intense operazioni di rastrellamento delle sacche di resistenza giapponesi rimaste tagliate fuori; alla fine, la 9th Division non fu schierata nelle Filippine a causa delle decisioni politiche interne all'alto comando degli Alleati, e la divisione fu poi impiegata nella campagna del Borneo del maggio-agosto 1945. Nel mentre, l'8th Brigade della 5th Division australiana condusse operazioni di rastrellamento attorno a Sio da gennaio fino al marzo 1944, ricongiungendosi infine alle forze statunitensi sbarcate a Saidor.
Negli scontri condotti nella penisola di Huon la 9th Division subì un totale di 1 082 perdite in combattimento, tra cui 283 caduti in azione e un soldato classificato come disperso; con l'aggiunta delle perdite accusate dalla 4th Brigade della Militia, il totale delle vittime australiane della campagna raggiunse i 1 387 uomini. Queste perdite apparivano come relativamente leggere se inquadrate nel contesto generale del coinvolgimento della 9th Division nella guerra, visto che la divisione aveva subito più del doppio di questo ammontare di vittime solo nel corso dei combattimenti a El Alamein in Nordafrica; tuttavia, un insieme di fattori combinati resero gli scontri nella penisola di Huon, nelle parole di uno dei partecipanti, come «più difficili e più snervanti» di qualunque altra battaglia condotta dalla 9th Division fino ad allora: questi fattori includevano il terreno accidentato, la corta distanza a cui venivano combattuti gli scontri, e la mancanza generale di cibo caldo, acqua potabile e trasporti a motore. Anche le malattie influirono pesantemente, e nel corso della campagna fino all'85% dell'organico della divisione fu a un certo punto reso inefficiente a causa di una qualche patologia.

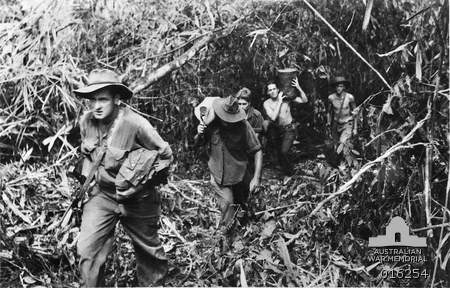
Fanti australiani attraversano la densa vegetazione nell'area attorno al villaggio di Wareo; il terreno della Nuova Guinea rappresentò, per tutta la durata della campagna, un ostacolo formidabile

Tuttavia, il fattore più significativo che contraddistinse la durezza degli scontri furono le capacità combattive del soldato giapponese. Un veterano australiano, il sergente Charles Lemaire, il quale aveva già avuto modo di affrontare i tedeschi a El Alamein, descrisse i giapponesi come «tenaci, coraggiosi, votati al sacrificio»; nella visione dei soldati australiani il giapponese aveva la reputazione di essere un avversario duro e non disposto fare prigionieri, per quanto gli australiani stessi mostrassero fiducia nella loro superiorità tecnologica nei confronti del nemico. Specularmente, per i soldati giapponesi il vantaggio tecnologico posseduto dagli australiani e la loro fornitura relativamente abbondante di munizioni, artiglieria e supporto aereo erano i principali fattori psicologici che caratterizzavano la loro percezione degli australiani come nemici; al fine di contrastare questo stato delle cose, i comandanti nipponici esortarono le truppe ad attingere alla loro «forza spirituale» per ottenere la vittoria. In definitiva, sebbene la maggior parte delle azioni più significative durante la campagna fossero scontri di fanteria condotti a lunga distanza dalle basi degli Alleati, nel corso dei quali la superiorità tecnologica contava solo fino a un certo punto, l'uso da parte degli australiani di tattiche di combattimento ad armi combinate si rivelò decisivo. I bombardamenti aerei preliminari delle zone prescelte per gli attacchi, in particolare quelli intrapresi attorno a Sattelberg, causarono in definitiva pochi danni fisici al nemico, ma contribuirono a ridurre il morale dei giapponesi; usati in combinazione con gli sbarramenti dell'artiglieria terrestre, i quali causavano invece perdite significative, gli attacchi aerei inflissero considerevoli danni alle linee di comunicazione dei giapponesi, già notevolmente sotto pressione. Impossibilitati ad alimentare le loro armi di supporto con le necessarie scorte di munizioni, i difensori giapponesi furono sopraffatti dagli assalti della fanteria australiana, dotata di un supporto ravvicinato di artiglieria senza precedenti per un'unità dell'Australian Army nel teatro del Pacifico, e che avanzava di concerto con unità corazzate impiegate in un modo da sfruttare l'elemento sorpresa.
Le perdite riportate dai giapponesi durante la campagna risultarono molto più elevate di quelle riportate dagli Alleati, sebbene l'esatto numero non fu mai stabilito con certezza. Circa 12 500 soldati nipponici parteciparono agli scontri nella penisola di Huon, e di questi si ritiene che circa 5 500 rimasero uccisi; altre fonti indicano totali più alti: con solo 4 300 soldati giapponesi che riuscirono a ripiegare dalla zona di Sio alla fine della campagna, è possibile che il totale dei caduti raggiunse i 7 000 o gli 8 000 uomini. Anche un significativo ammontare di materiale bellico giapponese andò perduto durante la campagna: dei 26 pezzi di artiglieria da campagna schierati dai giapponesi nella regione 18 furono catturati dagli australiani nel corso della campagna; anche 28 delle 36 mitragliatrici pesanti schierate dai giapponesi nella penisola andarono perdute.
All'inizio della campagna nella penisola di Huon, l'Esercito australiano era la sola forza da combattimento terrestre impegnata in azione contro le unità giapponesi nella regione della Nuova Guinea; verso la fine della campagna, tuttavia, il coinvolgimento delle forze terrestri statunitensi aveva preso ad aumentare, e lo United States Army rilevò gli australiani nella responsabilità del principale sforzo bellico degli Alleati nella regione. Altrove, l'avanzata della 7th Division australiana attraverso la catena montuosa dei Finisterre vide la cattura di Shaggy Ridge e la successiva avanzata attraverso Bogadjim fino a Madang, caduta in aprile in mano agli australiani della 11th Division, subentrata alla 7th Division nell'avanzata; con la conquista di Madang la presa degli Alleati sulla penisola di Huon venne consolidata, segnando la fine delle operazioni belliche nella penisola stessa e nella vicina valle di Markham. Tra il luglio e l'agosto 1944, forze statunitensi si scontrarono con truppe giapponesi, inclusi reparti fuggiti dalla penisola di Huon, nel corso della battaglia del fiume Driniumor; nel mentre, l'impegno dell'Australian Army nel teatro bellico del Pacifico venne ridimensionato e non fu fino alla fine del 1944 e all'inizio del 1945 che esso riprese vita, con il lancio di varie nuove campagne belliche a Bougainville, nella Nuova Britannia e ad Aitape–Wewak.